# Aukje
Aukje is een Friese meisjesnaam, een jongensvariant is Auke.
De herkomst is onzeker, maar komt mogelijk van de naam Aue. Doordat de naam in de kindermond lijkt te zijn ontstaan en de 'bakernamen' gebrekkig zouden zijn weergegeven ontstonden heel verschillende 'officiële' namen. Varianten van de naam Aukje zijn Aukelien, Aukelina, Aukje, Aauwkje (Gr.), Aukien (Dr.), Aukina, Auktje, Auwkje en Oukje. 
In de zeventiende eeuw werd de naam Aucke 'verlatijnst' tot Augustinus. Augustinus betekent ‘verheven, eerwaardig’. Aukje was in de twintigste eeuw een veel voorkomende meisjesnaam in Nederland. In 2014 kwam de naam 4551 maal voor als eerste meisjesnaam. Uit de voornamenlijst van de Sociale Verzekeringsbank uit 2018 blijkt dat de naam in 2018 30 keer werd gegeven.

## Bekende naamdraagsters
- Aukje Kuypers, onderneemster
- Aukje Nauta, wetenschapster
- Aukje de Jong, sopraan
- Aukje de Vries, politica
- Aukje van Ginneken, actrice
- Aukje van Seijst, voetbalster

variant
- Aukelien Weverling, schrijfster